# William E. Chandler

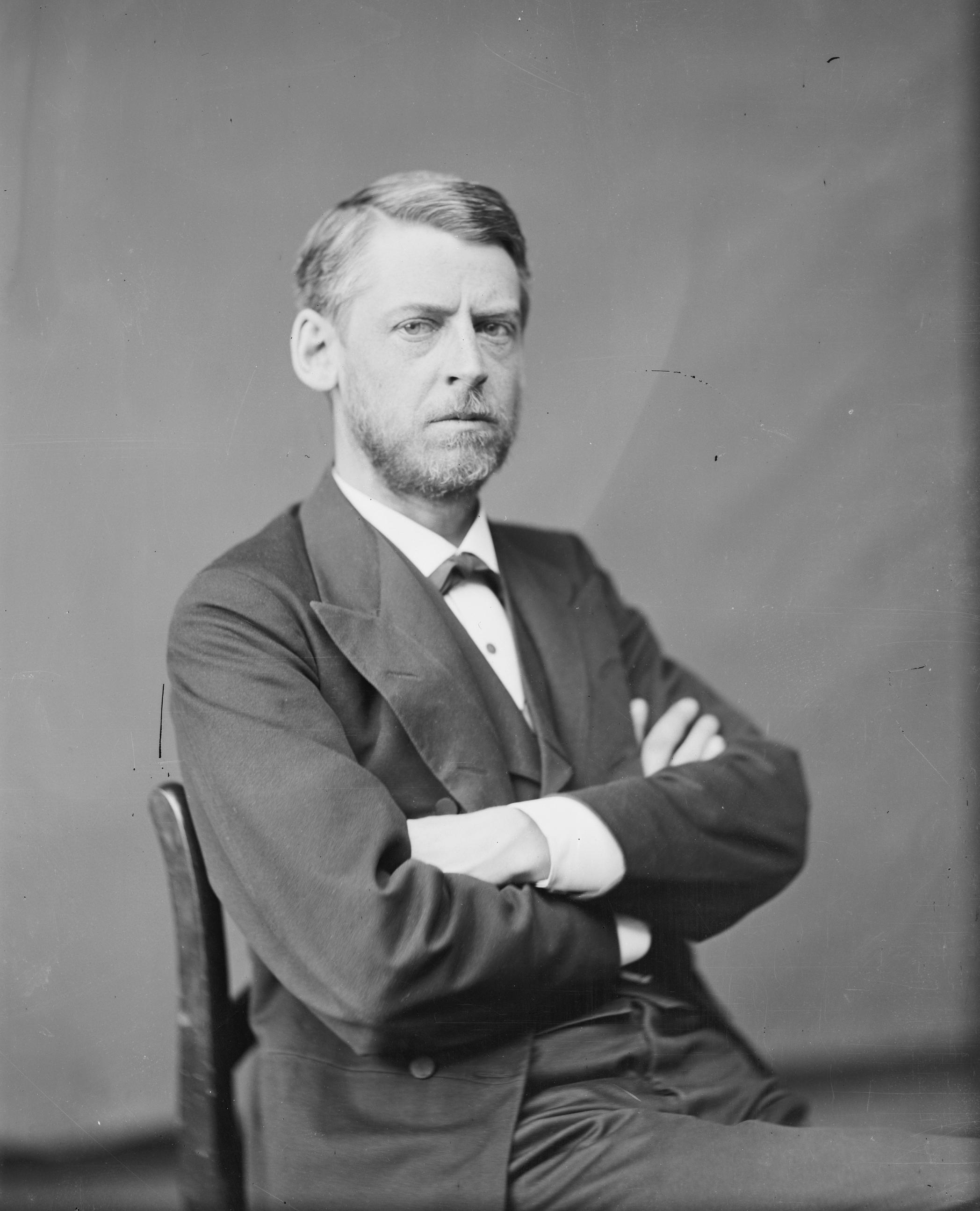
William E. Chandler

William Eaton Chandler, född 28 december 1835 i Concord, New Hampshire, död 30 november 1917 i Concord, New Hampshire, var en amerikansk republikansk politiker. Han tjänstgjorde som USA:s marinminister under president Chester A. Arthur 1882-1885. Han representerade delstaten New Hampshire i USA:s senat 14 juni 1887-3 mars 1889 och 18 juni 1889-3 mars 1901.
Chandler avlade 1854 juristexamen vid Harvard Law School. Han inledde 1855 sin karriär som advokat i Concord.
Chandler var biträdande finansminister 1865-1867. Han var sedan verksam som publicist i New Hampshire. Han efterträdde 1882 William H. Hunt som marinminister. Han efterträddes 1885 av William Collins Whitney.
Chandler efterträdde 1887 Person Colby Cheney i senaten. Cheney hade blivit utnämnd till senaten efter att Austin F. Pike hade 1886 avlidit i ämbetet. Mandatperioden löpte ut 1889 och delstatens lagstiftande församling kunde inte enas om en efterträdare åt Chandler. Gilman Marston blev utnämnd till senaten tills den lagstiftande församlingen kunde välja en senator för resten av den nya mandatperioden. Chandler vann valet och han tillträdde på nytt som senator i juni 1889. Han efterträddes 1901 av Henry E. Burnham.
Chandler avled 1917 och gravsattes på Blossom Hill Cemetery i Concord.